# Шефер, Александр Соломонович
Александр Соломонович Шефер (28 октября 1924 года, село Нидермонжу, Марксштадтский кантон, Республика немцев Поволжья — 22 апреля 1967 года, Черепаново, Новосибирская область) — комбайнёр Маслянинской МТС Маслянинского района Новосибирской области. Герой Социалистического Труда (1957).

## Биография
Родился в 1924 году в крестьянской семье в селе Нидермонжу (сегодня — Бобровка Марксовского района Саратовской области). Окончил семилетнюю школу в родном селе. В августе 1941 года во время депортации немцев вместе с родителями отправлен на спецпоселение в Маслянинский район Новосибирской области. После окончания курсов механизации с 1949 года трудился механизатором Маслянинской МТС Маслянинского района.
С 1952 года участвовал в освоении целинных и залежных земель. С 1955 года ежегодно собирал в среднем около 12 тысяч центнеров зерновых. Указом Президиума Верховного Совета СССР от 11 января 1957 года за особые заслуги в освоении целинных и залежных земель, проведении уборки урожая и хлебозаготовок в 1956 году удостоен звания Героя Социалистического Труда с вручением ордена Ленина и золотой медали «Серп и Молот».
С 1959 года проживал в городе Черепаново, где работал инженером на Черепановской МТС.
Скончался в 1967 году. Похоронен на кладбище в городе Черепаново.
Память
Его портрет находится на Аллее героев в посёлке Маслянино.